# مايكل يوري
مايكل يوري (بالإنجليزية: Michael Urie)‏ هو ممثل أمريكي، ولد في 8 أغسطس 1980 بدالاس في الولايات المتحدة. من الجوائز التي نالها جائزة المسرح العالمي سنة 2010.

## أعمال

### أفلام
- (2003) آب تاون جيرلز[6][7][8]
- (2008) بيفرلي هيلز تشيواوا[9][10]

### مسلسلات
- أصغر سنا
- بيتي القبيحة
- ذا غود وايف

## جوائز
- جائزة المسرح العالمي (2010)

## وصلات خارجية
- مايكل يوري على موقع IMDb (الإنجليزية)
- مايكل يوري على موقع ألو سيني (الفرنسية)
- مايكل يوري على موقع أول موفي (الإنجليزية)
- مايكل يوري على موقع قاعدة بيانات برودواي على الإنترنت (الإنجليزية)
- مايكل يوري على موقع قاعدة بيانات الأفلام السويدية (السويدية)
- مايكل يوري على موقع إن إن دي بي (الإنجليزية)
- مايكل يوري على موقع قاعدة بيانات الفيلم (الإنجليزية)
- مايكل يوري على موقع كينوبويسك (الروسية)